# Guerra Civil Canibal
Guerra Civil Canibal è un album del gruppo Hardcore punk brasiliano Ratos de Porão.

## Tracce
1. Obesidade Mórbida
2. Toma Trouxa
3. Guerra Civil Canibal
4. Estaca Zero e Esquerda
5. Fire To Burn
6. Biotech is Godzilla
7. A Cola
8. Kill The Varukers